# Апалихинское муниципальное образование
Апалихинское муниципальное образование — упразднённое муниципальное образование со статусом сельского поселения в Хвалынском районе Саратовской области Российской Федерации.
Административный центр — село Апалиха.

## История
Статус и границы сельского поселения установлены Законом Саратовской области от 29 декабря 2004 года N 112-ЗСО «О муниципальных образованиях, входящих в состав Хвалынского района».
Законом Саратовской области от 22 апреля 2016 года № 49-ЗСО, были преобразованы, путём их объединения, Алексеевское и Апалихинское муниципальные образования — в Алексеевское муниципальное образование, наделённое статусом сельского поселения, с административным центром в посёлке Алексеевка.

## Население
| 2010 | 2011 | 2012 | 2013 | 2014 | 2015 | 2016 |
| ---- | ---- | ---- | ---- | ---- | ---- | ---- |
| 615  | ↗618 | ↘606 | ↘598 | ↘585 | ↘563 | ↘550 |

## Состав сельского поселения
| № | Населённый пункт | Тип населённого пункта       | Население |
| - | ---------------- | ---------------------------- | --------- |
| 1 | Апалиха          | село, административный центр | ↘519      |
| 2 | Демкино          | село                         | ↘96       |